# 蛭田亜紗子
蛭田 亜紗子（ひるた あさこ、1979年11月28日 - ）は、日本の小説家。北海道出身。

## 来歴
北海道札幌東高等学校、大妻女子大学文学部日本文学科卒業。大学卒業後、札幌市内の広告代理店に勤務。会社勤めを辞めた2007年に小説を執筆し、2008年に『自縄自縛の二乗』で新潮社第7回R-18文学賞大賞を受賞。2010年に同作を改題した『自縄自縛の私』でデビュー。同作は2013年に竹中直人監督で映画化された。2017年6月よりNHK北海道地方放送番組審議会委員。。

## 作品リスト
- 『自縄自縛の私』（2010年9月 新潮社）ISBN 9784103270119
  - 書き下ろし「渡瀬はいい子だよ」を追加して、文庫化（2012年12月 新潮文庫）ISBN 9784101272610
- 『星とモノサシ』（2012年5月 マーブルトロン）ISBN 412390338X
- 『人肌ショコラリキュール』（2013年9月 講談社文庫）ISBN 4062776294
- 『愛を振り込む』（2013年10月 幻冬舎）ISBN 9784344024779
  - 文庫版（2017年2月 幻冬舎文庫）ISBN 9784344425743
- 『フィッターXの異常な愛情』（2015年4月 小学館）ISBN 4093864098
- 『凛』（2017年3月 講談社）ISBN 9784062204972
- 『エンディングドレス』（2018年6月 ポプラ社）ISBN 9784591155103
- 『共謀小説家』（2021年3月 双葉社）ISBN 9784575243826
  - 文庫版（2024年4月 双葉文庫）ISBN 9784575527476

### アンソロジー
「」内が蛭田亜紗子の作品
- 『眠らないため息』（2011年12月 幻冬舎文庫）「掃除機ラヴ」ISBN 9784344417731
- 『文芸あねもね』（2012年3月 新潮文庫）「川田伸子の少し特異なやりくち」ISBN 9784101360621
- 『10分間の官能小説集2』（2013年5月 講談社文庫）「さなぎのなかみ」ISBN 9784062775069
- 『ニャンニャンにゃんそろじー』（2017年4月 講談社）「ファントム・ペインのしっぽ」ISBN 9784062205177

### 雑誌
- 『新潮45』2016年9月号（2016年9月 新潮社）「私の猫もかぶりつき 猫が視る『ネコ番組』」